# Џилман
Џилмани (арапски: غُلاَم ghulām, множина: غِلْمَان ghilmān) су били дечаци робови који су били ратници у муслиманском свету, поготово у Абасидском калифату, Саманидском царству, Сафавидима, Афшаридима и Каџарима. Муслиманске земље су од раног 9. века до 19. века узимале робове и користила их као ратнике, феномен који се ретко користио изван муслиманских земаља.
Куран спомиње ghilman (غِلْمَان) као дечаке који служе и који су ужитак у џенету или рају/небу ислама, у стиху 52:24 (верује се да се и стих 56:17 односи на џилмане).

## Историја
Џилмани су били робови-ратници који су узети као робови из рата, из регија и зона које је Османско царство освојило, посебно људе из централне Азије и људи са Кавказа. Борили су се у одредима и тражили велику плату за своје услуге.
Коришћење дечака ратника у муслиманском свету се прво спомиње 625. године, када су афрички дечаци ратници ратовали за Мухамеда и Праведни калифат. Словени и Бербери су такође коришћени у Умајадском калифату. У 9. веку, употреба џилмана нагло расте.
Коришћење џилмана достиже врхунац у време Ал-Мутасима, где је њихов тренинг постао сличан тренингу фурусија. Од робова, џилмани су постали врхунски и цењени ратници. Брзо је расла њихова моћ и утицај, а после Ал-Мутасима су одлучивали ко ће бити њихов владар. Побунили су се неколико пута током 860-их и уништили четири калифата. Неки од њих су постали аутономни владари и створили сопствене династије, што је уништило Афшаридски калифат у 10. веку.
Џилмане је тренирао и едуковао њихов власник и џилман је могао да заради своју слободу кроз услуге. Од њих је тражено да се жене туркијским робињама, које су биране за њих од стране њихових власника. Неки џилмани су живели у целибату. Недостатак породице и потомака је можда био разлог зашто џилмани нису могли да створе више династија и прогласе независност. Једини изузетак је била династија Газневидија у Афганистану.
Било је насилних конфликата међу групама џилмана, Турака, Словена, Нубијанаца и Бербера поготово.